# YIVO
YIVO (їд. ייִוואָ, [jiˈvɔ], повна назва Yidisher Visnshaftlekher Institut  (їд. ייִדישער װיסנשאַפֿטלעכער אינסטיטוט, [ˈjidiʃɛr ˈvisən.ʃaftlɛχɛr instiˈtut], дослівно «їдишська наукова організація») або Дослідницький інститут їдишу (англ. Yiddish Scientific Institute) був заснований у 1925 році у Вільно, Польща (нині Вільнюс, Литва) — дослідницький інститут мови їдиш, створений для документування та дослідження різних аспектів єврейського життя (мова, релігія, матеріальна культура). YIVO приділяв особливу увагу євреям Східної Європи, але збирав книги, рукописи та інші артефакти єврейських громад по всьому світу.
Через Другу світову війну та Голокост центром діяльності YIVO стає Нью-Йорк у 1940 році. В Америці YIVO змінює назву на Дослідницький інститут їдишу, проте все ще залишається відомий за старим акронімом.

## Історія
Ініціатором створення YIVO став лінгвіст-їдишист Нохем Штиф. Серед інших засновників були філолог Макс Вайнрайх та історик Ілля Чериковер. Місцем заснування інституту стало Вільно, яке було важливим центром єврейської культури того періоду.
Також діяли філії у Берліні та Нью-Йорку. Товариство друзів YIVO діяло по усьому світу. Діяльність відбувалась у чотирьох аспектах:
- історичний (очолював І. Чериковер, співпрацювали Шимон Дубнов, Шаул Гінзбург[en] та ін.)
- філологічний та літературний (очолював Макс Вайнрайх, співпрацювали Александр Гаркаві[en], Шмуель Нігер[en], Ной Прилуцький, Залман Рейзен[en] та ін.)
- економічний та статистичний (очолював Яків Лещинський, співпрацювали Бен Адір[ru], Лібман Герш[en] та ін.)
- психологічний та педагогічний (очолював Лейбуш Лерер[en], співпрацювали Авраам Голомб[en], Авраам Робак[en] та ін.)

Під час Другої Світової війни центром діяльності стає Нью-Йорк. Другий важливий центр засновано у Буенос-Айресі, Аргентина. Колекції YIVO у Вільно були розграбовані німцями. Було знищено близько 100 тисяч томів. Частину, яку було вивезено до Німеччини, повернули в YIVO у Нью-Йорку.
Близько 5 тисяч томів з колекції врятували в'язні Вільнюського гетто, частина яких були підпільниками вільнюського гетто (див. Paper Brigade).

## Діяльність
У Нью-Йорку під керівництвом М. Вайнрайха була налагоджена робота з підготовки нового покоління вчених. Відновлена бібліотека (понад 400 тис. томів) та архів (понад 23 млн одиниць).
У 1968 році був створений Центр вищих досліджень М. Вайнрайха з курсами і семінарами з фольклору, літератури та мови їдиш. Третім важливим центром стає YIVO у Чикаго.
Зараз[коли?] YIVO є партнером Центру єврейської історії та є де-факто мовним регулятором мови їдиш.

## Публікації
Періодичні видання мовою їдиш включають Yedies Fun YIVO (з 1929 року), YIVO Bleter (з 1931 року), Yidishe Shprakh (з 1941 року) та англомовне видання YIVO Annual of Jewish Social Studies (з 1946 року).
Англійською було перевидано History of the Yiddish Language Макса Вайнрайха. З 1961 по 1980 рік YIVO опублікував Groyser Verterbukh Fun Der Yidisher Shprakh (Великий словник мови їдиш).
Останньою значною публікацією є The YIVO Encyclopedia of Jews in Eastern Europe, яка вийшла у 2008 році при партнерстві з Видавництвом Єльського Університету. Двотомне видання описує історію та культуру східноєвропейських євреїв.